# Bouchera Azzouz
Bouchera Azzouz (née à Saint-Denis) est une autrice, documentariste, essayiste, femme politique et militante féministe française.

## Biographie
Bouchera Azzouz grandit à Bobigny dans une famille d’origine marocaine, entre une mère pieuse et un père humaniste, très attaché à la cause féministe. Elle est la troisième naissance d’une fratrie de dix enfants. Elle est la sœur ainée de la chanteuse de R&B Wallen. Elle dit endosser très jeune un rôle de seconde mère, une position qui renforce sa curiosité sur le monde autour, et plus spécifiquement sur la place des femmes immigrées dans nos sociétés. Pratiquante, la jeune femme porte le voile pendant plusieurs années avant de se dévoiler, et d’étudier le questionnement complexe qui entoure la confession, la religion et la féminité. Cette prise de conscience va nourrir une réflexion empirique sur le féminisme, qui deviendra plus tard le « féminisme populaire » qu’elle décline à travers ses différents ouvrages. En fondant le Féminisme populaire elle intègre les luttes systémiques en dépassant la seule question de l’immigration pour se penser comme appartenant à la classe populaire, car, pour elle, la question fondamentale dans le combat émancipateur des femmes, c'est la question sociale.
Bouchera Azzouz revendique un héritage familial féministe, nourrit par ses rencontres avec toutes les femmes de son quartier, et leurs combats au quotidien pour accéder à leur liberté. Ancienne membre de l’association Ni putes, ni soumises, elle devient secrétaire générale de l’organisation à la suite de la nomination de Fadela Amara en tant que secrétaire d'État chargée de la Politique de la ville dans le gouvernement de Nicolas Sarkozy.
En 2008 elle est nommée Chevalier de L'ordre du Mérite .
Elle est la présidente-fondatrice de l’association Les Ateliers du féminisme populaire, qui vise à donner aux femmes les moyens de leur émancipation grâce à la mise en place d’un plan d’accompagnement à l’autonomie des femmes (PAAF),.
Depuis 2017 elle est nommée par le CSA au conseil d'administration de l'INA.
Elle est coprésidente de l'association « Pour les femmes dans les médias » (PFDM), association créée par Françoise Laborde.
En 2020 elle intègre l'ONU Femmes.

## Carrière professionnelle
En 2015, Bouchera Azzouz écrit et co-réalise avec Marion Stalens, le documentaire Nos Mères Nos Daronnes diffusé sur France Télévisions. Le film aborde l’immigration à travers le prisme du féminisme. Les réalisatrices souhaitent alors raconter au féminin l’histoire des quartiers populaires. La même année, elle est co-auteure avec Corinne Lepage de l’ouvrage Les femmes au secours de la République, de l'Europe et de la planète, édité aux éditions Max Milo,.
En mai 2016, Bouchera Azzouz publie l’essai autobiographie Fille de daronne et fière de l’être aux éditions Plon, dans lequel elle interroge la construction personnelle et la filiation, entre son identité de femme immigrée et de citoyenne française à part entière,. 
En 2016, Bouchera Azzouz intègre le cabinet de la ministre des Familles, de l'Enfance et des Droits des femmes Laurence Rossignol. En tant que chargée de mission, elle y mène une concertation auprès des femmes des quartiers populaires de toute la France car elle considère que "La dynamique émancipatrice des femmes est un moteur puissant sur lequel nous devons adosser des politiques publiques". Elle restera à ce poste jusqu'à la fin du gouvernement Bernard Cazeneuve  en 2017 .
En mars 2018, Bouchera Azzouz réalise un second documentaire On nous appelait beurettes diffusé sur France 2, un récit documenté de la vie de jeunes femmes des quartiers populaires dans les années 1980,,,,.
En janvier 2021, le troisième documentaire Meufs de (la) Cité est diffusé sur France 2. Après les grands mères, les mères, elle parle d'une autre génération, celle des jeunes femmes, afin de compléter sa trilogie (les daronnes, les beurettes, les meufs). 
En 2022 son quatrième documentaire est diffusé sur France 2: "Algériennes en France : l'héritage". Ce film propose une relecture de l'Histoire au féminin des femmes venues en France, ou nées en France, à l'époque de l'Algérie française.

## Publications
- Corinne Lepage, Bouchera Azzouz, Les femmes au secours de la République, de l'Europe et de la planète, Max Milo Éditions, coll. « Essais-Documents », 203 p., 2015  (ISBN 9782315006281)
- Bouchera Azzouz, Caroline Glorion, Fille de daronne et fière de l'être, Plon, coll. « Témoignage », 224 p, 2016  (ISBN 9782259248938)

## Filmographie
- 2015 : Nos Mères Nos Daronnes de Bouchera Azzouz et Marion Stalens, DACP - De l'Autre Côté du Périph', France Télévisions[20]
- 2018 : On nous appelait Beurettes, Bouchera Azzouz, O2B Films[21]
- 2021 : Meufs de (la) cité, Bouchera Azzouz, Spica Productions[22]
- 2022 : Algériennes en France, l'héritage, Bouchera Azzouz, Spica Productions[23]

## Distinctions
- 2022 :  Chevalière de la Légion d'honneur[24]